# روسلی گوستاوو
روسلی گوستاوو (انگلیسی: Roseli Gustavo؛ زادهٔ ۲۵ ژوئیهٔ ۱۹۷۱) بازیکن بسکتبال اهل برزیل است.
وی در مسابقات کشوری و بین‌المللی در مجموع برندهٔ ۲ مدال طلا، ۱ مدال نقره شده‌است.